# Capnoptera breviantennata
Capnoptera breviantennata är en tvåvingeart som beskrevs av Becker 1910. Capnoptera breviantennata ingår i släktet Capnoptera och familjen fritflugor. Inga underarter finns listade i Catalogue of Life.